# Виктория 1889

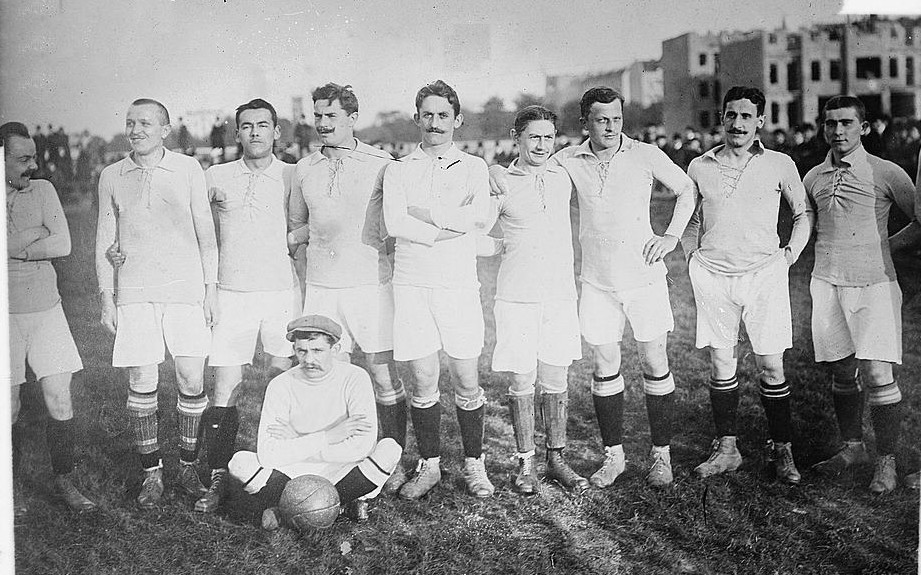
Футбольная команда «Виктория 1889», около 1910—1913 года

«Викто́рия» (нем. Berliner Fußball-Club Viktoria 1889) — бывший немецкий клуб из берлинского района Темпельхоф. История команды относится к тем временам, когда клубы занимались одновременно несколькими спортивными дисциплинами, таким как регби, крикет и футбол.

## История
Клуб был основан 6 июня 1889 года. Команда выиграла пять чемпионатов города подряд с 1893 по 1897 гг. и чемпионат Германии в 1894 году. Это послужило началом её победной серии. Трижды, с 1907 по 1909, «Виктория» выиграла берлинский кубок, а в 1908 и 1911 завоевала национальное первенство. Победы продолжались до конца Первой мировой войны. В послевоенные годы успех был переменчивым. До середины 20-х годов «Виктория» играла неуверенно, пока не остановилась в Оберлиге Берлин-Бранденбург.
C приходом к власти нацистского режима «Виктория» начинает играть в реорганизованном турнире — «Гаулиге» (Берлин, Бранденбург). Из-за проблем в конце военного периода команда вынуждена была играть в комбинированном составе с ещё одним клубом, в связи с чем изменилось её название: «KSG Lufthansa/Viktoria 89 Berlin». Как и большинство спортивных организаций, «Виктория» была распущена оккупационными властями союзников после войны.
В 1947-м году клуб был восстановлен с тем же названием и выступал в Оберлиге Берлина. Несколько раз «Виктория» пыталась пройти квалификационный отбор в национальный турнир, но из-за слабости Берлинской лиги, так и не вышла на высокий уровень. Единственный раз «Виктория» была близка к выходу в новоявленную Бундеслигу. В 1963 году правительство, учитывая борьбу в Холодной войне, посчитало важным участие в чемпионате команды из столицы. Несмотря на равный уровень столичных клубов, выбор пал на берлинскую «Герту».
Из-за серьёзных финансовых проблем в 2013 году клуб прекратил существования. Восстановлен объединившись с «Лихтерфельдером» в новый клуб, но его название и цвета практически не отличаются от прежних — «Виктория 1889 Берлин» (нем. FC Viktoria 1889 Berlin).

## Достижения
- Чемпион Германии: 1894, 1908, 1911
- Вице-чемпион: 1907, 1909
- Чемпион Берлина-Бранденбурга (17): 1893, 1894, 1895, 1896, 1897, 1902, 1907, 1908, 1909, 1911, 1913, 1916, 1919, 1934, 1955, 1956, 2011
- Обладатель кубка Берлина (6): 1907, 1908, 1909, 1926, 1927, 1953
- Финалист кубка Берлина: 1929